# Musée de l'eau de Pont-en-Royans
 (septembre 2020).
Si vous disposez d'ouvrages ou d'articles de référence ou si vous connaissez des sites web de qualité traitant du thème abordé ici, merci de compléter l'article en donnant les références utiles à sa vérifiabilité et en les liant à la section « Notes et références ».
Le musée de l'eau de Pont-en-Royans est un musée situé sur la commune de Pont-en-Royans dans l'Isère, dans le sud Grésivaudan à mi chemin entre Grenoble et Valence. 
Le choix de cette commune pour accueillir ce site consacré à l'eau n'est pas dû au hasard. En effet la Bourne qui traverse le village regroupe à elle seule les deux tiers de l'eau du Vercors. C'est dans ce cadre que fut décidé d'installer ce musée de l'eau afin de faire prendre conscience au public que l'eau est un enjeu planétaire. Ainsi sur près de 4 000 m2, le musée propose aux visiteurs de redécouvrir cette ressource naturelle parfois maltraitée par l'homme et pourtant indispensable à sa survie au travers d'une muséographie interactive, ludique et pédagogique.

## Historique

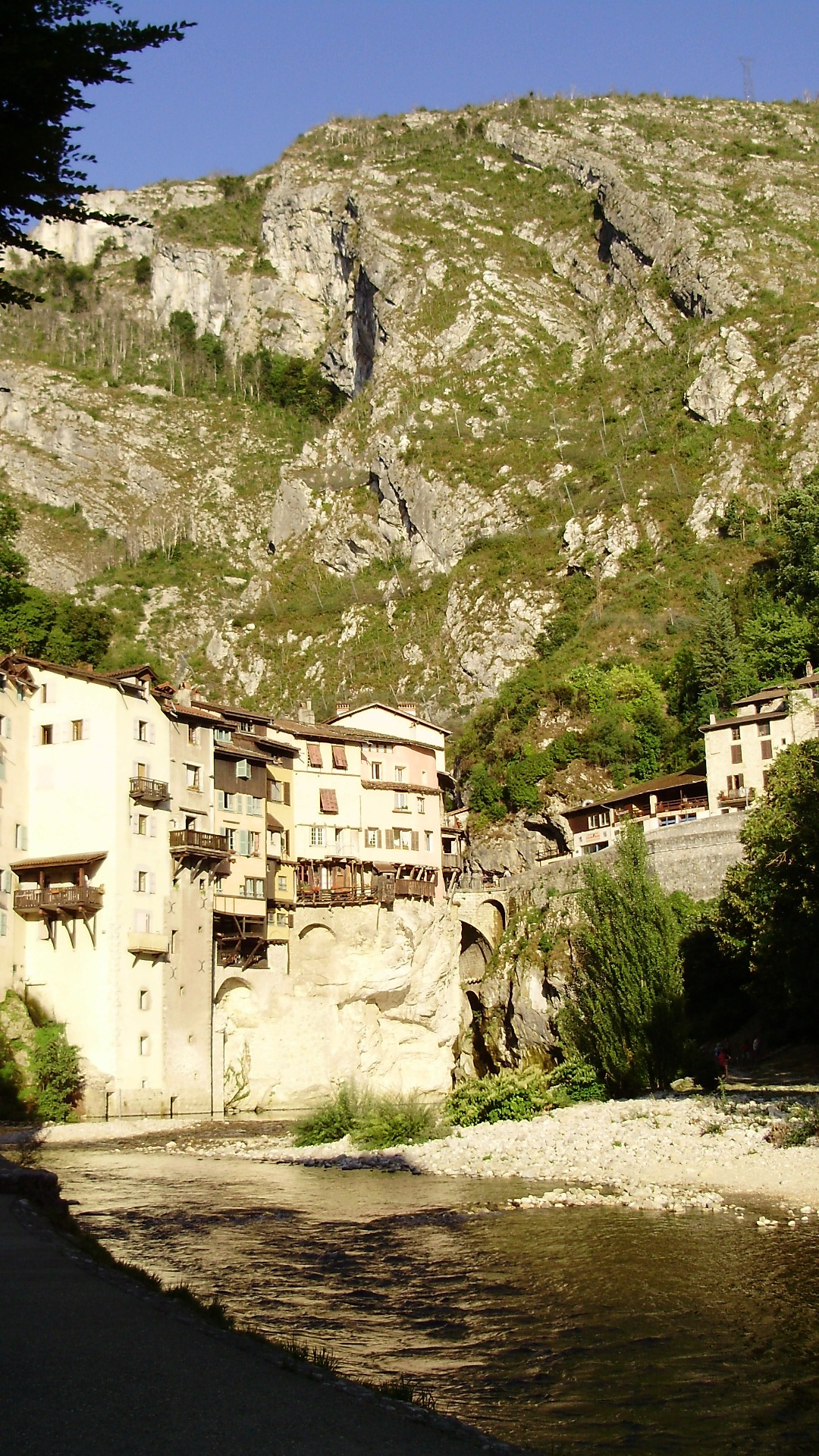
Bourne et Pont en Royans

Depuis toujours l'histoire du village de Pont-en-Royans est tournée vers l'eau, comme en témoignent ces maisons suspendues au-dessus de la Bourne. Ainsi le musée fut construit dans des anciens locaux industriels qui abritaient naguère une usine d'appareillage électrique et avant cela une soierie dont l'énergie nécessaire à son fonctionnement était tirée de la Bourne.
C'est sous l'impulsion de Yves Pillet, alors maire de Pont-en-Royans que l'idée de construire ce musée sur cette ancienne friche industrielle vit le jour. Ce fut donc au début de l'année 1997 que commencèrent les études de faisabilité. En 1999 l'équipe de l'architecte Andrea Bruno fut choisie pour la maîtrise d'œuvre, les travaux débutèrent en 2001 et ce fut le 1er juillet 2002 que le musée ouvrit ses portes. Bien plus qu'un musée, cet établissement abrite aussi un hôtel-restaurant, un bar à eau, un espace conférence ainsi que des bureaux pour la communauté de communes de la Bourne à l'Isère.
L'ensemble est aujourd'hui géré par un EPIC (Établissement Public Industriel et Commercial) dont le président est Mr Yves Pillet et le directeur Mr Bruno Vitte

## Description
L'entrée du musée est symbolisée par un énorme tuyau accueillant les visiteurs et qui leur servira de fil rouge tout le long de la visite. Ce tuyau conduit le public vers toutes les salles du musée et se termine en balcon surplombant la Bourne, il rappelle ainsi la thématique du musée, l'eau, en plaçant le visiteur dans la peau d'une goutte de ce précieux liquide. De plus cette conduite permet de rappeler le rôle historique que jouait l'eau de la Bourne dans ce bâtiment grâce aux conduites forcées et à l'énergie hydraulique qui permettaient le fonctionnement de la manufacture de soieries.
Une première salle aborde plusieurs thématiques grâce à une muséographie moderne et originale :
- Le cycle de l'eau : cette partie de la salle est composée d'un grand dôme en toile de plus de six mètres de diamètre sur lequel est projeté plusieurs films et diaporamas sur ce thème, au centre du dôme se trouve un borne interactive à écran tactile qui permet de tester ses connaissances sur ce domaine. Le malheureux joueur qui donnera une mauvaise réponse sur cette console se verra pris dans un orage et risque de se prendre quelques gouttes de pluie !
- L'eau et le corps humain
- Les inventions liées à l'eau
- Les différents climats de la planète bleue : cette partie de l'exposition permet aux visiteurs de se mettre en situation dans différents climats grâce à des changements de température et d'hygrométrie, en passant à travers un long cylindre en verre.
- La pollution de l'eau
- Les catastrophes naturelles causées par l'eau
- L’eau partagée : cette partie de la salle relatent le partenariat qu'a développé le musée avec un village de paysans du Sénégal en construisant un barrage et des puits alimentés en eau potable.
- Les créatures aquatiques
- Les représentations de l'eau : au fil du temps et de hommes.

Jouxtant cette grande salle se trouve une salle de cinéma, proposant généralement trois films dont deux en 3D ayant pour thème l'eau. Le dernier de ces trois films concerne ce barrage réalisé au Sénégal et propose des témoignages des habitants sur ce qu'a pu leur apporter l'eau dans leurs vies quotidiennes.
Une autre salle met en scène l'eau dans le Vercors au travers, notamment, d'une maquette en relief, animée par des projections d'images et des commentaires, son histoire, le parcours de l'eau dans ses montagnes... Des images de spéléologie, de la Bourne et des vues d’hélicoptère du massif sont diffusées sur un écran plasma placé au sol. Un des murs de cette salle est agrémenté d'un aquarium de truites du Vercors, poisson à l'origine de nombreuses recettes dans la région dont la truite au bleu.

## Le bar à eaux
Le bar permet de goûter des eaux du monde entier, Australie, Japon... Au total ce sont plus de 1 700 bouteilles qui sont ici exposées. Les plus rares et les plus curieuses d'entre elles sont proposées à la dégustation et à la vente